# Pawai
Pawai é uma cidade e uma nagar panchayat no distrito de Panna, no estado indiano de Madhya Pradesh.

## Geografia
Pawai está localizada a 24° 16′ N, 80° 10′ L. Tem uma altitude média de 344 metros (1 128 pés).

## Demografia
Segundo o censo de 2001, Pawai tinha uma população de 12 003 habitantes. Os indivíduos do sexo masculino constituem 53% da população e os do sexo feminino 47%. Pawai tem uma taxa de literacia de 57%, inferior à média nacional de 59,5%: a literacia no sexo masculino é de 65% e no sexo feminino é de 47%. Em Pawai, 19% da população está abaixo dos 6 anos de idade.